# Casa Ajei
La casa Ajei es una edificación del siglo XVIII con una arquitectura tradicional canaria muy definida, popularmente era conocida como "La Casa de Los Ferrer", ya que fue el apellido de la familia que era propietaria. Posteriormente pasó a llamarse Casa Ajei, buscando recuperar el nombre indígena del pueblo de San Bartolomé, donde está ubicada. En la actualidad es parte de la sede del Ayuntamiento de San Bartolomé.

## Historia
Se construyó en 1720 como una gran vivienda familiar, con dependencias de lagar, bodega, etc. A mitad del siglo XIX los propietarios eran Tomás Ferrer y Bárbara Ramírez. A principios del siglo XX se reunían en ella todos los vecinos del pueblo para cantar y bailar. También se celebraron luchadas de lucha canaria y representaciones de obras de Teatro. Con la representación "La Venganza de Petra" se recaudó dinero para la construcción de la Sociedad El Porvenir de San Bartolomé. En esta casa estuvo la sede de la Agrupación Folklórica San Bartolomé que después pasó a llamarse Agrupación Folklórica Ajei que dirigió el folclorista y molinero José María Gil. El Ayuntamiento de San Bartolomé la adquirió a mitad del siglo XX, reformándola y fomentando en ella actividades educativas y culturales. Durante algunos años fue la sede del Instituto de Enseñanza secundaria de San Bartolomé.

## Arquitectura
Es una casa que ejemplifica un tipo de arquitectura tradicional canaria, con un gran patio central descubierto, que comunica a todas las habitaciones del inmueble. La parte norte presenta grandes salas de formas rectangulares. Tiene techo a dos aguas recubiertos con teja. Cuenta con una planta superior llamada popularmente "sobrado", el techo es de tejas y a cuatro aguas, con un balcón de madera hacia el patio central por el que baja una escalera de piedra basáltica labrada. En el ala sur vemos en alguna habitación el techo original de vigas de tea y piedra hornera. en el lado del naciente también se ha conservado parte del antiguo lagar, la antigua tahona y el aljibe.

## Protección
Estuvo catalogada como Bien de Interés Cultural hasta 2020. En 1986 se tramitó el expediente para declararla Monumento histórico-artístico de Canarias.